# Argosy Egyetem (Seattle)
Az Argosy Egyetem seattle-i campusa 1995-ben nyílt meg az Elliott-öböl közelében fekvő irodaépületben. 2016-tól nem fogadott hallgatókat.
A campus hallgatóinak több mint 60%-a nő volt.

## Fordítás
- Ez a szócikk részben vagy egészben  az   Argosy University, Seattle című angol Wikipédia-szócikk ezen változatának fordításán alapul.  Az eredeti cikk szerkesztőit annak laptörténete sorolja fel. Ez a jelzés csupán a megfogalmazás eredetét és a szerzői jogokat jelzi, nem szolgál a cikkben szereplő információk forrásmegjelöléseként.